# Modernism (musik)
Modernism är en epok inom klassisk musik som bland annat representeras av Igor Stravinskij. Epoken markerar ett brott med romantiken, och övergår kronologiskt i samtida musik. Värderingar som den delar med modernismen i övrigt är brytandet av samhällets normer och konventioner. Modernism har många olika stilar. Förutom Igor Stravinskij representeras den tidiga modernismen också av bland andra Arnold Schönberg och Béla Bartók.